# Medina multispina
Medina multispina är en tvåvingeart som först beskrevs av Herting 1966.  Medina multispina ingår i släktet Medina och familjen parasitflugor. Inga underarter finns listade i Catalogue of Life.